# عصفور طويل الذيل
العصفور طويل الذيل :
تختلف أفراد الجنس الذي يضمه بشكل العش، الريش الناعم الحريري، الطول 14سم بما فيه الذيل 7.5 سم الأجزاء العليا سوداء محمرة، والفلى مبيضة، ينتشر في أوروبا ووسط سيبريا إلى اليابان وكامشتان في سيبريا. للفراخ في سلالة وسط أوروبا شريط مميز على الرأس كما في السلالة البريطانية.
العش كبير نسبيا، بيضاوي الشكل، وله مدخل من الجانب.